# 平戸貢児
平戸 貢児（ひらと こうじ、1958年 - ）は、日本の彫刻家。女子美術大学教授。

## 来歴
千葉県出身。千葉県立薬園台高等学校、東京芸術大学美術学部彫刻科卒業。東京芸術大学大学院美術研究科彫刻専攻修了。
1988年に「HIRATO ATELIER」開設。千葉工業大学非常勤講師（1990年-1998年）、東京芸術大学非常勤講師（1995年-2001年）を経て、2001年から女子美術大学芸術学部立体アート学科助教授、2008年に教授に昇格。2010年より女子美術大学芸術学部美術学科立体アート専攻教授。環境芸術学会理事。
金属を中心とした彫刻作品を数多く発表している。

## 主な公募展・グループ展
- 第15回日本国際美術展　東京都美術館　京都市美術館（1984年）
- LUNAMI SELECTION　ルナミ画廊（1991年）
- Contemporary Works`94（1994年）
- 日仏現代美術交流（1995年-1998年）
- CHIBA ART FRASH`97（1997年）
- 技・巧の悦楽（2000年）
- 日本金属造形作家展（2001年）
- SESSION（2002年）
- 四人の彫刻「日本の微熱vol-1」（2002年）
- 三人の彫刻「日本の微熱vol-2」（2004年）
- METALLIC PARTY（2005年）

## 主な個展
- UNTITLE（1983年-1986年、1989年、1992年）
- From INSTALLATION to SCULPTURE（1990年）
- LIFE-FORMS（1993年）
- SHAPES OF LIFE（1994年-1998年）
- LIFE`S ORIGIN メタルアートミュージアム（2001年）
- LIFE'S ORIGIN（2007年）